# Lophochernes persulcatus
Espèce
Synonymes
- Chelifer persulcatus Simon, 1890

Lophochernes persulcatus est une espèce de pseudoscorpions de la famille des Cheliferidae.

## Distribution
Cette espèce se rencontre au Yémen, en Éthiopie, en Somalie et au Kenya.

## Description
Lophochernes persulcatus mesure de 2,5 à 3 mm.

## Publication originale
- Simon, 1890 : Études arachnologiques. 22e Mémoire. XXXIV. Étude sur les arachnides de l'Yemen. Annales de la Société Entomologique de France, sér. 6, vol. 10, p. 77-124 (texte intégral).